# 哥倫比亞地理
哥倫比亞可分為五個主要的自然區，各自有其鮮明的特點。哥倫比亞和厄瓜多爾及委內瑞拉共享安第斯山脈地區；和巴拿馬及厄瓜多爾共享太平洋沿岸地區；和委內瑞拉及巴拿馬共享加勒比海地區；和委內瑞拉共享利亞諾斯平原地區；和委內瑞拉、巴西、秘魯共享亞馬遜雨林地區。哥倫比亞是南美洲國家中唯一同時相鄰大西洋和太平洋的國家。哥倫比亞位於南美洲的西北部地區。在東部和巴西及委內瑞拉接壤。南部和厄瓜多爾及秘魯接壤。北部是大西洋和加勒比海。西部是巴拿馬和太平洋。哥倫比亞是世界面積第26大國家，在南美洲則次於巴西、阿根廷和秘魯，位居第四。哥倫比亞的人口分佈不均，大部份人口都居住在西部山區、北部沿海地區和首都波哥大及其附近。東部地區人口稀少。

## 外部連結
- （西班牙文） Colombian Ministry of Environment